# Helen M. Todd

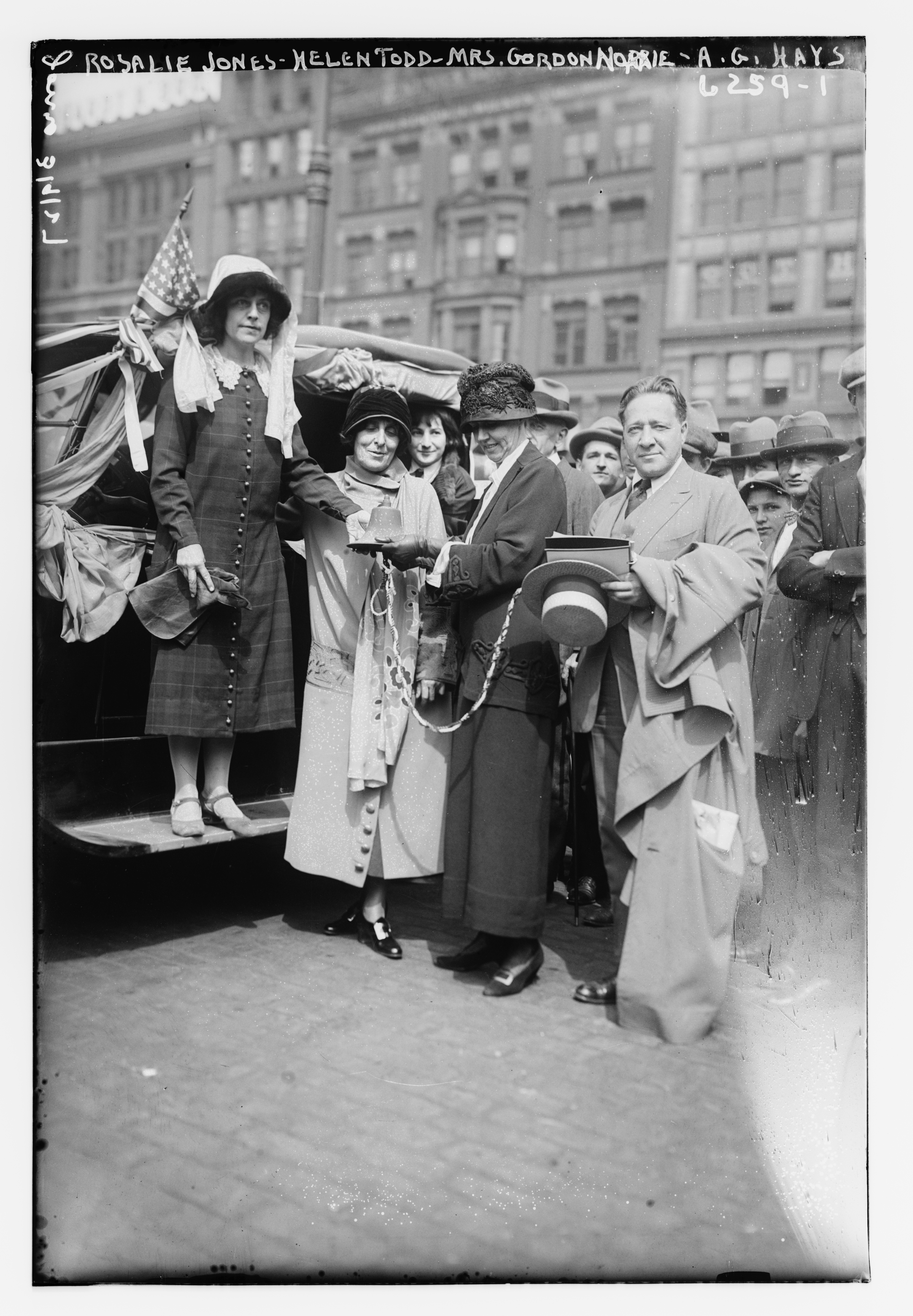
Rosalie Jones, Helen Todd, Sra. Gordon Norrie i A. G. Hays

Helen M. Todd (c. 1870 -15 d'agost del 1953) fou una sufragista i activista pels drets dels treballadors. Todd començà la seua carrera com a educadora i després fou inspectora de fàbriques. Va escriure sobre el treball infantil en fàbriques i es preocupà per la manca de drets de vot de les dones treballadores. Todd feu campanya pel sufragi femení als Estats Units. Després que les dones aconseguissen el dret al vot, continuà lluitant pels immigrants, treballadors i dones.

## Biografia

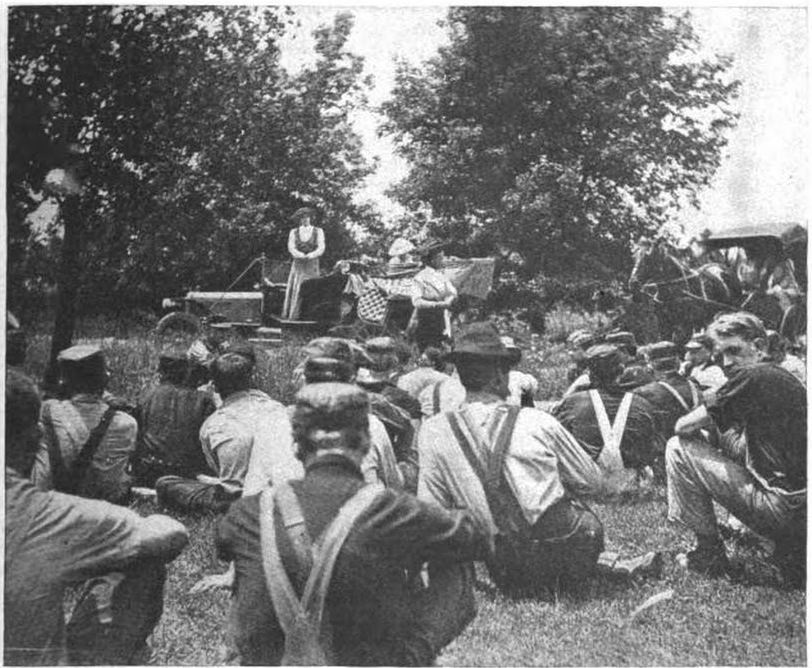
Helen Todd

Al principi de la seua carrera, treballà com a mestra a Chicago. Col·laborà amb la Hull House, cases d'assentament dels moviments de reforma per a reduir les bretxes socials, i esdevingué una treballadora social. Després, fou inspectora de fàbriques en l'estat d'Illinois: observà els xiquets treballadors i les seues actituds sobre el treball i l'educació. Va entrevistar 800 xiquets obrers i publicà les seues troballes en l'edició d'abril del 1913 de la revista McClure's. També es preocupà per les treballadores i el fet que no podien votar, la qual cosa la dugué a entrar en el moviment pel sufragi femení.
El 1910, participà en un recorregut amb automòbil per a recolzar el sufragi de les dones, i ella i altres persones van parlar amb obrers. Al voltant del 1911, ajudà a popularitzar l'eslògan del moviment obrer Volem pa i també roses. Al 1911, anà a San Francisco per a parlar sobre el sufragi i el treball de dones i xiquets. Les dones de San Francisco li van demanar que es quedàs a ajudar a organitzar i donar suport al sufragi femení de Califòrnia. Helen Todd demanà a les dones a Califòrnia que usassen el seu dret al vot per a millorar la vida dels treballadors, especialment de les treballadores.
Todd ajudà en altres estats a implantar el sufragi femení, però considerà que calia una esmena per al sufragi nacional de les dones. El 1913, va atestar en la Cambra de Representants sobre el sufragi femení. Ella instà, a Nova York, els hòmens a donar suport al dret al vot de les dones, el 1915. El 1916 representà l'estat de Nova York en el Suffrage Special, que va recórrer els Estats Units encoratjant el suport al sufragi nacional femení. Quan les dones Sentinelles Silencioses foren arrestades i maltractades a la presó, Todd n'investigà els abusos. Ella representà el Comité de mil dones en demanava l'alliberament.
Després que les dones aconseguissen el dret al vot, Todd continuà lluitant per les dones i els treballadors. El 1920, creà un comité de Woman to Woman, que portaria les dones treballadores i immigrants al diàleg amb les dones estatunidenques. Quan els comunistes russos foren deportats, ella treballà per a ajudar els 100 nens i esposes d'aquests hòmens. També feu campanya pel dret de les dones al control de la natalitat, amb Margaret Sanger. Ajudà a crear habitatges de baix cost anomenats Twin Oaks a Greenwich Village, per a artistes, treballant amb Otto H. Kahn i Samuel Untermyer.
Todd va morir el 15 d'agost del 1953, a l'Hospital Columbus a Nova York.